# Penela da Beira
Penela da Beira est une freguesia portugaise dans la municipalité de Penedono, avec 15,96 km2 et 410 habitants (2001). Densité: 25,7 habitants/km2.

## Histoire
Penela da Beira reçut sa première charte accordée aux terres portugaises par Ferdinand I, le Grand, en 1055 (ou 1065). Cette charte a été confirmée plus tard par le roi Afonso Henriques, D. Sancho, D. Alphonse II.
Elle était une ville et siège du comté jusqu'en 1834, quand il a été construit dans le comté de Trevões où il resta jusqu'en 1855, quand il a été éteint. Elle passe ensuite au comté de Penedono, puis à São João da Pesqueira a finalement été réintégré dans le comté de Penedono en 1898.

## Économie
Penela da Beira dispose d’une coopérative agricole dont l’activité principale est le conditionnement et la commercialisation de la châtaigne, dont la production s’est fortement développée depuis la fin du XXe siècle.